# Bryan Rabello
Bryan Martín Rabello Mella (Rancagua, Región de O'Higgins, 16 de mayo de 1994) es un futbolista profesional chileno que se desempeña como volante ofensivo y milita en O'Higgins de la Primera División de Chile. Además, ha sido internacional absoluto con la Selección de fútbol de Chile.

## Trayectoria

### Inicios
Se inició como futbolista en la escuela de fútbol Ricardo Horta de su ciudad natal, Rancagua. Participó en un torneo nacional de reservas y ahí enfrentó a Colo Colo en el Estadio Monumental, en este partido anotó un gol y puso una asistencia, al finalizar el encuentro fue invitado por Lizardo Garrido a unirse a las divisiones inferiores albas y entonces Rabello llegó a Santiago a los 12 años de edad. Tras pasar por las diferentes categorías menores del club, jugó su primer partido oficial a los 15 años, el 7 de octubre de 2009, en el triunfo de Colo Colo sobre Lota Schwager por la Copa Chile; ingresó al minuto 33 en lugar de Charles Aránguiz. En 2010, disputó con la categoría Sub-17 el Torneo de Gradisca, en Italia, durante la competencia enfrentó a Napoli, Lazio, Reggina, Fiorentina y Torino; en la final anotó dos goles, su equipo se coronó campeón y fue elegido el "Mejor Jugador del Torneo". Tras este campeonato, Fiorentina hizo una oferta formal por él, pero Colo-Colo la rechazó.
El 22 de agosto de 2010, a sus 16 años de edad, debutó en Primera División ante Unión Española. Durante las últimas fechas del campeonato, el colombiano Macnelly Torres se lesionó, tras esto, Bryan aprovechó la oportunidad y consiguió la titularidad en los últimos tres partidos del campeonato. Anotó su primer gol como profesional en la última fecha, el 5 de diciembre de 2010, en la victoria de su equipo por marcador de 4-2 ante Universidad de Concepción. A finales del 2011, sufrió una lesión de menisco que lo dejó fuera de toda actividad durante 5 meses. Tras recuperarse, Luis Pérez Muñoz, entrenador del equipo, lo hizo titular, jugó los últimos ocho partidos del torneo de los cuales ganó cinco, empató dos y solo perdió uno. El 17 de junio de 2012 anotó su segundo gol en la victoria 2-0 de Colo Colo, en el superclásico de Chile, contra la Universidad de Chile.

### Europa

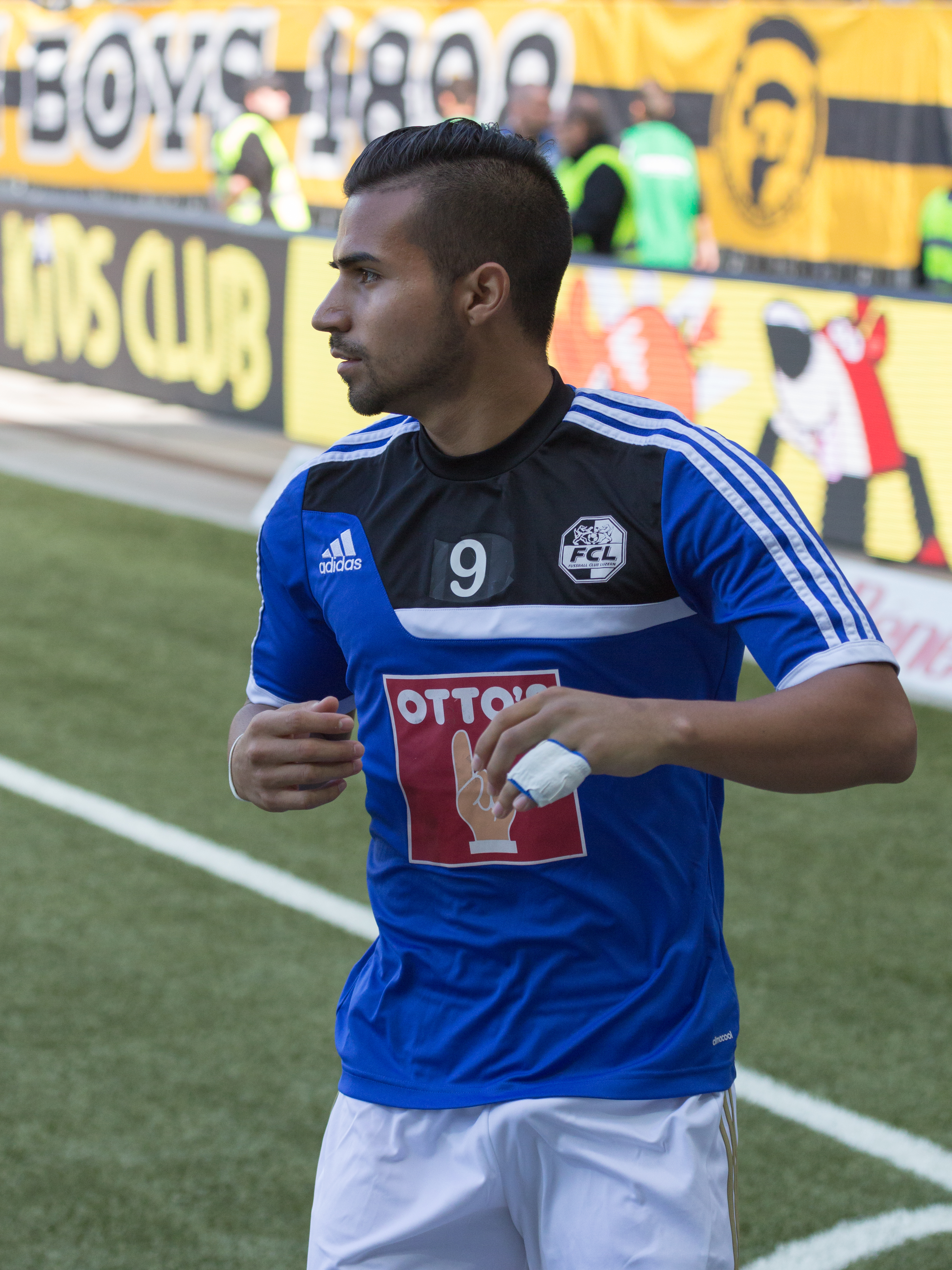
Rabello jugando por FC Luzern en 2014.

El 27 de junio de 2012, tras haber terminado su contrato con Colo Colo, fue anunciado como nuevo refuerzo del Sevilla FC. Tras pasar el reconocimiento médico y firmar un contrato que lo vinculó durante cinco años con  los andaluces, fue inscrito con el filial, el Sevilla Atlético, equipo del Grupo IV de la Segunda División B, sin embargo, hizo pretemporada con el primer equipo. En su primer partido de pretemporada con el Sevilla, Rabello se estrenó con un gol de falta y dio una asistencia a Piotr Trochowski contra la Deportiva Roteña, en un partido que terminó 6-0 para el Sevilla.
Debutó con el Sevilla Atlético contra el Écija Balompié; posteriormente jugó varios partidos con el filial contra Cádiz, Melilla, La Roda, Albacete, entre otros. Marcó su primer gol contra el Almería B el 18 de noviembre. Su primer partido en la Primera División de España con el Sevilla fue el lunes 3 de diciembre de 2012 contra el Valladolid, entrando en el minuto 28.
El 1 de agosto de 2013 tuvo su debut en una competición europea, la UEFA Europa League, siendo titular en la victoria del Sevilla 3-0 contra el Mladost Podgorica. Una semana después volvió a ser titular ante el mismo equipo y marcó su primer gol en la competición. El 9 de agosto de 2013, un día después de haber jugado Europa League, entró en el minuto 78 en un amistoso frente al Manchester United y marcó el último gol del partido que terminó 3-1 con victoria hispalense. En septiembre, el Sevilla rechazó una oferta del FC Schalke 04 por Rabello de siete millones de euros. El Sevilla terminó coronándose campeón de la UEFA Europa League en 2014, que Rabello jugó durante el segundo semestre del 2013.
El 27 de enero de 2014 Bryan Rabello es cedido al Deportivo La Coruña hasta final de temporada. El 1 de febrero disputó su primer partido con el equipo contra el Sabadell, el encuentro terminó 2-1 a favor del Dépor. Con los gallegos, Rabello disputó 19 partidos, 18 como titular, acumuló 1493 minutos y fue pieza clave para que el Deportivo consumara su regreso a la Primera División de España. A principios de julio, Unai Emery descartó a Rabello para formar parte del equipo la temporada 2014/15, y a finales de agosto se anunció su cesión al Lucerna. El 8 de septiembre, la FIFA lo destacó como un "Joven Talento". Con los suizos jugó nueve partidos y no consiguió ni una sola victoria. Tras acabar su cesión, fue cedido nuevamente, ahora al Leganés. Con los pepineros participó en 14 partidos y no logró marcar. Al finalizar su cesión regresó al Sevilla, pero no entró en planes de la institución, así que le buscaron un nuevo club.

### Santos Laguna
El 7 de julio de 2015 el Sevilla anunció que Rabello fue desvinculado del equipo, al mismo tiempo que el Santos Laguna lo presentó como nuevo jugador de la institución por los próximos 4 años. El 20 de julio obtuvo su primer título con el equipo cuando el Santos Laguna derrotó al América en el trofeo de Campeón de Campeones de la temporada 2014-15, El 25 del mismo mes hizo su debut con el equipo en la derrota 1-3 ante el León; entró en el segundo tiempo en lugar de Diego Hernán González. El 30 de noviembre se desvincula del club para fichar con los Pumas UNAM de cara al Clausura 2017.

### Lobos BUAP
El 6 de junio del 2018 fue cedido al club Lobos de la Benemérita Universidad Autónoma de Puebla, debutó en la derrota de Lobos de la Benemérita Universidad Autónoma de Puebla ante su anterior equipo Club Santos Laguna por 2-1, a pesar de la derrota el tanto de Lobos de la Benemérita Universidad Autónoma de Puebla fue obra de un tremendo zapatazo de Rabello que terminaría en el único tanto de su equipo en el partido

## Selección nacional

### Categorías inferiores
Chile Sub-15
Fue convocado por George Biehl para disputar el Campeonato Sudamericano Sub-15 de 2009. Rabello participó en los cuatro partidos que disputó su selección y anotó un gol ante la selección de Venezuela. Chile quedó eliminada de la competencia al quedar como tercer lugar de su grupo.
Chile Sub-17
En enero de 2010 participó con la Selección Chilena Sub-17 en el Torneo Internacional UC Sub-17 2010, en donde su selección terminó como séptimo lugar de la competencia. Un año después, fue nominado de nueva cuenta por Biehl, esta vez para disputar el Campeonato Sudamericano, en donde la "Rojita" fue eliminada en la fase de grupos tras ganar un partido, empatar otro y perder dos, Rabello jugó en los cuatro encuentros.
Chile Sub-20
Previo a disputar el Sudamericano Sub-20 de 2013, Rabello formó parte de la nómina de veintidós seleccionados sub-20 que disputarían una gira europea de amistosos, desde el 18 de julio hasta el 13 de agosto de 2012, pero tuvo que abandonar la gira para participar en la pretemporada de su nuevo equipo, el Sevilla Fútbol Club. El 3 de enero de 2013 Mario Salas, nuevo entrenador de la "Rojita", entregó la nómina de los 22 jugadores que viajarían a Argentina a disputar el Sudamericano Sub-20, siendo Rabello parte de esta.
En la primera fecha del Sudamericano, la selección chilena logró un triunfo sobre la selección argentina considerado «histórico» y «épico» por los medios, tras ganarle 0-1 a los albicelestes jugando con dos jugadores menos, Rabello dio la asistencia que acabó en gol de cabeza de Nicolás Castillo. En el siguiente partido, ante la selección boliviana, la selección chilena volvió a ganar, esta vez por marcador de 2-0. En la tercera fecha, la "Rojita" venció 2 por 1 a la selección colombiana, en este partido, Rabello dio las dos asistencias para los goles de Chile. En el último partido de Chile en la fase de grupos ante Paraguay, la Rojita ganó nuevamente, esta vez por marcador de 2-3, cerrando así la fase de grupos en primer lugar, Rabello inició el juego en el banco e ingresó al minuto 80 por Ignacio Caroca, además, dio una nueva asistencia, esta vez para Alejandro Contreras en el último gol.
En la primera fecha del hexagonal final la "Rojita" fue derrotada 3-1 por Paraguay. En el segundo partido Chile ganó sus primeros tres puntos al vencer por 4–1 a la selección ecuatoriana, en este juego Rabello fue expulsado al minuto 53 del partido por un supuesto codazo. Rápidamente la ANFP apeló la posible sanción de Rabello y solo le dieron un juego de castigo. La selección chilena perdió ante la selección uruguaya por 0-1 sin la presencia de Rabello. En el siguiente partido Chile le ganó a Colombia 1–0 con Rabello durante todo el partido. En la última fecha la "Rojita" empató a un gol con la selección peruana, con gol de Rabello de tiro libre y con este resultado se clasificó a la Copa Mundial Sub-20. Rabello registró cuatro asistencias y un gol en la competencia, y fue reconocido formando parte del once ideal del torneo.
El 31 de mayo, Mario Salas volvió a convocar a Rabello para disputar la Copa Mundial Sub-20 en Turquía. Luego de esto, la selección sub-20 comenzó una serie de amistosos en Europa, en los cuales enfrentó a Tahití, Uzbekistán, Mali, España y Australia. Tras acabar la gira, Rabello no registró goles anotados, salvo uno en la tanda de penaltis ante Uzbekistán, pero a cambio registró varias asistencias a sus compañeros.
En su primer partido con la "Rojita" en el Mundial Sub-20, Rabello fue titular y dio la asistencia para el segundo gol con el que Chile derrotó Egipto por marcador de 2-1. En el segundo partido, Chile empató a un tanto con la selección de Inglaterra, con Rabello como titular. En el último partido de la fase de grupos, Chile perdió 2-1 contra Irak, a pesar de esto pasó a octavos de final al quedar como segundo de su grupo, en este juego Rabello inició en la banca y entró de cambio en el segundo tiempo. En octavos de final Chile se enfrentó a Croacia y obtuvo la victoria 2-0, Rabello no participó en este encuentro por acumulación de tarjetas amarillas. En cuartos de final se enfrentaron a la selección de Ghana, tras quedar empatado a dos goles, el partido se tuvo que ir a tiempos extras donde Ghana anotó dos goles y Chile uno, terminando el encuentro con marcador de 4-3 a favor de los africanos, Rabello dio la asistencia a Ángelo Henríquez para el segundo gol de Chile.

### Selección absoluta
Fue convocado por primera vez a la selección adulta de Chile el 9 de abril de 2012 en lugar de Sebastián Ubilla para disputar la Copa del Pacífico. El 11 de abril de 2012 debutó con la selección al entrar de cambio al minuto 63 por Felipe Gutiérrez. El día 6 de junio fue convocado, junto a Nicolás Castillo, para disputar el duelo de eliminatoria mundialista frente a Venezuela, esto debido a que Gary Medel y Eduardo Vargas fueron dados de baja del plantel por indisciplina, el encuentro fue ganado por la "Roja" y Rabello se mantuvo en la banca todo el partido.
El 21 de enero de 2013 fue convocado por el nuevo entrenador Jorge Sampaoli para enfrentar a Egipto en el Estadio Vicente Calderón de Madrid el 6 de febrero. El partido terminó 2-1 a favor de Chile, Rabello inició como titular el encuentro, pero fue sustituido en el entretiempo por Marcelo Díaz. El 5 de agosto fue nominado de nueva cuenta por Sampaoli para un amistoso frente a la Selección de fútbol de Irak, Chile ganó el encuentro por goleada 6-0, Rabello entró de cambio en el segundo tiempo y puso una asistencia a Ángelo Henríquez. En septiembre fue seleccionado para participar en los partidos de eliminatoria ante Colombia y Ecuador que se iban a disputar en octubre, pero no participó en ninguno de los dos partidos.

#### Clasificatorias Rusia 2018
Dos años después, el 8 de noviembre de 2015, fue convocado de nueva cuenta a la selección para disputar los partidos de eliminatoria mundialista 2018 ante Colombia y Uruguay.
Jugó el primer partido, el 12 de noviembre ante Colombia de local, empate 1-1 y Rabello ingreso al 89 por Francisco Silva.
Después en marzo de 2016, Juan Antonio Pizzi lo nominó para los duelos ante Argentina y Venezuela.
El 24 de marzo, Rabello ingreso al minuto 21' reemplazando a Marcelo Díaz, en ese partido Rabello jugó un tan bajo partido, y luego salió en el 69' por Mauricio Pinilla por lesión, La Roja cayó por 1-2 ante la Albiceleste de local, jugando solo 48 minutos. Debido a su lesión no sería considerado ante Venezuela.
Jugó 2 partidos en las Clasificatorias Rusia 2018 y estuvo 49 minutos en cancha.

### Partidos internacionales
Actualizado hasta el 24 de marzo de 2016.
| 1     | 11 de abril de 2012     | Estadio Jorge Basadre, Tacna, Perú       | Perú       | 0-3 | Chile     |   | Copa del Pacífico 2012     |
| 2     | 6 de febrero de 2013    | Estadio Vicente Calderón, Madrid, España | Chile      | 2-1 | Egipto    |   | Amistoso                   |
| 3     | 14 de agosto de 2013    | Estadio Brøndby, Copenhague, Dinamarca   | Irak       | 0-6 | Chile     |   | Amistoso                   |
| 4     | 12 de noviembre de 2015 | Estadio Nacional, Santiago, Chile        | Chile      | 1-1 | Colombia  |   | Clasificatorias Rusia 2018 |
| 5     | 24 de marzo de 2016     | Estadio Nacional, Santiago, Chile        | Chile      | 1-2 | Argentina |   | Clasificatorias Rusia 2018 |
| Total |                         |                                          | Presencias | 5   | Goles     | 0 |                            |

| Selección chilena | Selección chilena | Selección chilena |
| Año               | Partidos          | Goles             |
| ----------------- | ----------------- | ----------------- |
| 2012              | 1                 | 0                 |
| 2013              | 2                 | 0                 |
| 2015              | 1                 | 0                 |
| 2016              | 1                 | 0                 |
| Total             | 5                 | 0                 |

## Estadísticas

### Clubes
| Colo-Colo · Chile | 1.ª           | 2009          | —   | —  | 1  | 0 | —  | — | 1   | 0  | 0.00 |
| Colo-Colo · Chile | 1.ª           | 2010          | 6   | 1  | —  | — | 1  | 0 | 7   | 1  | 0.14 |
| Colo-Colo · Chile | 1.ª           | 2011          | 3   | 0  | 2  | 0 | —  | — | 5   | 0  | 0.00 |
| Colo-Colo · Chile | 1.ª           | 2012          | 8   | 1  | —  | — | —  | — | 8   | 1  | 0.13 |
| Colo-Colo · Chile | Total club    | Total club    | 17  | 2  | 3  | 0 | 1  | 0 | 21  | 2  | 0.1  |
| Colo-Colo 'B' · Chile | 3.ª           | 2012          | 4   | 0  | —  | — | —  | — | 4   | 0  | 0.00 |
| Colo-Colo 'B' · Chile | Total club    | Total club    | 4   | 0  | 0  | 0 | 0  | 0 | 4   | 0  | 0.00 |
| Sevilla Atlético · España | 3.ª           | 2012-13       | 27  | 2  | —  | — | —  | — | 27  | 2  | 0.07 |
| Sevilla Atlético · España | Total club    | Total club    | 27  | 2  | 0  | 0 | 0  | 0 | 27  | 2  | 0.07 |
| Sevilla · España | 1.ª           | 2012-13       | 3   | 0  | —  | — | —  | — | 3   | 0  | 0.00 |
| Sevilla · España | 1.ª           | 2013          | 6   | 0  | 1  | 0 | 8  | 1 | 15  | 1  | 0.07 |
| Sevilla · España | Total club    | Total club    | 9   | 0  | 1  | 0 | 8  | 1 | 18  | 1  | 0.06 |
| Deportivo La Coruña · España | 2.ª           | 2014          | 19  | 0  | —  | — | —  | — | 19  | 0  | 0.00 |
| Deportivo La Coruña · España | Total club    | Total club    | 19  | 0  | 0  | 0 | 0  | 0 | 19  | 0  | 0.00 |
| FC Luzern · Suiza | 1.ª           | 2014          | 9   | 0  | 1  | 0 | —  | — | 10  | 0  | 0.00 |
| FC Luzern · Suiza | Total club    | Total club    | 9   | 0  | 1  | 0 | 0  | 0 | 10  | 0  | 0.00 |
| CD Leganés · España | 2.ª           | 2015          | 14  | 0  | —  | — | —  | — | 14  | 0  | 0.00 |
| CD Leganés · España | Total club    | Total club    | 14  | 0  | 0  | 0 | 0  | 0 | 14  | 0  | 0.00 |
| Santos Laguna · México | 1.ª           | 2015-16       | 33  | 5  | —  | — | 6  | 1 | 39  | 6  | 0.15 |
| Santos Laguna · México | 1.ª           | 2016-17       | 14  | 0  | 3  | 0 | —  | — | 17  | 0  | 0.00 |
| Santos Laguna · México | 1.ª           | 2018-19       | —   | —  | 2  | 0 | —  | — | 2   | 0  | 0.00 |
| Santos Laguna · México | Total club    | Total club    | 47  | 5  | 5  | 0 | 6  | 1 | 58  | 6  | 0.1  |
| Pumas UNAM · México | 1.ª           | 2016-17       | 17  | 2  | —  | — | 2  | 0 | 19  | 2  | 0.11 |
| Pumas UNAM · México | 1.ª           | 2017-18       | 14  | 0  | 3  | 0 | —  | — | 17  | 0  | 0.00 |
| Pumas UNAM · México | Total club    | Total club    | 31  | 2  | 3  | 0 | 2  | 0 | 36  | 2  | 0.06 |
| Lobos BUAP · México | 1.ª           | 2018-19       | 33  | 2  | 1  | 0 | —  | — | 34  | 2  | 0.06 |
| Lobos BUAP · México | Total club    | Total club    | 33  | 2  | 1  | 0 | 0  | 0 | 34  | 2  | 0.06 |
| Univ. Concepción · Chile | 1.ª           | 2019          | 6   | 3  | —  | — | —  | — | 6   | 3  | 0.5  |
| Univ. Concepción · Chile | Total club    | Total club    | 6   | 3  | 0  | 0 | 0  | 0 | 6   | 3  | 0.5  |
| Atromitos FC · Grecia | 1.ª           | 2019-20       | 9   | 0  | 1  | 0 | —  | — | 9   | 0  | 0.00 |
| Atromitos FC · Grecia | 1.ª           | 2020-21       | 19  | 1  | 2  | 0 | —  | — | 21  | 1  | 0.05 |
| Atromitos FC · Grecia | Total club    | Total club    | 28  | 1  | 3  | 0 | 0  | 0 | 30  | 1  | 0.03 |
| Unión Española · Chile | 1.ª           | 2021          | 12  | 1  | 0  | 0 | 0  | 0 | 12  | 1  | 0.08 |
| Unión Española · Chile | 1.ª           | 2022          | 17  | 1  | 5  | 0 | 2  | 0 | 24  | 1  | 0.04 |
| Unión Española · Chile | Total club    | Total club    | 39  | 1  | 5  | 0 | 2  | 0 | 46  | 2  | 0.04 |
| Novorizontino · Brasil | 2.ª           | 2023          | 1   | 0  | 0  | 0 | —  | — | 1   | 0  | 0    |
| Novorizontino · Brasil | Total club    | Total club    | 1   | 0  | 0  | 0 | 0  | 0 | 1   | 0  | 0    |
| O'Higgins · Chile | 1.ª           | 2023          | 13  | 1  | 2  | 0 | —  | — | 15  | 1  | 0.07 |
| O'Higgins · Chile | 1.ª           | 2024          | 27  | 5  | 3  | 0 | —  | — | 30  | 5  | 0.17 |
| O'Higgins · Chile | 1.ª           | 2025          | 13  | 5  | 5  | 1 | —  | — | 18  | 6  | 0.33 |
| O'Higgins · Chile | Total club    | Total club    | 53  | 11 | 10 | 1 | 0  | 0 | 63  | 12 | 0.19 |
| Total carrera | Total carrera | Total carrera | 327 | 30 | 29 | 1 | 19 | 2 | 375 | 31 | 0.08 |
| (1) Incluye datos de Copa Chile, Copa del Rey, Copa Suiza, Copa México y Copa de Grecia. (2) Incluye datos de Copa Sudamericana, Liga Europea de la UEFA y CONCACAF Liga Campeones. (3) No incluye goles en partidos amistosos. |               |               |     |    |    |   |    |   |     |    |      |

## Palmarés

### Títulos nacionales
| Título               | Equipo        | País   | Año     |
| -------------------- | ------------- | ------ | ------- |
| Primera División     | Colo-Colo     | Chile  | C-2009  |
| Campeón de Campeones | Santos Laguna | México | 2014-15 |
| Primera División     | Santos Laguna | México | C-2018  |

### Títulos internacionales
| Título             | Equipo  | Sede  | Año  |
| ------------------ | ------- | ----- | ---- |
| UEFA Europa League | Sevilla | Turín | 2014 |

### Distinciones individuales
| Distinción                                    | Año  |
| --------------------------------------------- | ---- |
| Once Ideal del Campeonato Sudamericano Sub-20 | 2013 |